# Сан-Луджеру
Сан-Луджеру (порт. São Ludgero)  —  муниципалитет в Бразилии, входит в штат Санта-Катарина. Составная часть мезорегиона Юг штата Санта-Катарина. Находится в составе крупной городской агломерации Агломерация Тубаран. Входит в экономико-статистический  микрорегион Тубаран. Население составляет 10 246 человек на 2007 год. Занимает площадь 120,21 км².